# E-handelsprisen
E-handelsprisen uddeles årligt af Dansk Erhverv Digital Handel, tidligere kendt som FDIH (Foreningen for Dansk Internethandel). Det var FDIH som skabte prisen og stod for uddelingen af de forskellige priser frem til november 2020, hvor FDIH og Dansk Erhverv fusionerede og formede Dansk Erhverv Digital Handel . Sidenhen har Dansk Erhverv Digital Handel stået for kåringen. Formålet med prisen er, at sætte fokus på succeserne inden for dansk e-handel, og hædre dem, der viser vejen og gør det bedst. Uddelingen består af én hovedpris, Guldprisen, og 11 andre priser til forskellige underkategorier, som kan variere fra år til år. Underkategorierne er bla. bedste B2C-virksomhed med omsætning over/under 100 mio., Bedste B2B-virksomhed med omsætning over/under 200 mio., bedste E-handelsværktøj, bedste nye e-handelsvirksomhed og bedste eksport-case. Hele listen af underkategorier kan ses nedenunder. Prisen uddeles ved en årlig prisfest.

## Historien bag E-handelsprisen
E-handelsprisen blev uddelt første gang i år 2000 på initiativ fra IT Brancheforeningen og UNI-C.
I 2004 trådte FDIH ind som partner, og i 2006 overtog FDIH hele projektet. I november 2020 fusionerede FDIH med Dansk Erhverv og formede Dansk Erhverv Digital Handel, som har stået for prisen siden.

## Udvælgelsesproces
Udvælgelsen af vinderne foregår typisk i tre faser:
1. Åben ansøgningsrunde: Virksomheder kan selv ansøge eller blive nomineret af andre.
2. Evaluering: Et professionelt dommerpanel vurderer kandidaterne ud fra kriterier som vækst, innovation, kundetilfredshed, brugeroplevelse og bæredygtighed.
3. Finale og prisuddeling: Finalisterne præsenteres til den årlige prisuddeling i København, hvor vinderne offentliggøres.

## Betydning
E-handelsprisen er en af de mest prestigefyldte anerkendelser i den danske digitale sektor. En placering – og særligt en sejr – giver stor synlighed og fungerer som et kvalitetsstempel over for både kunder, samarbejdspartnere og investorer. Mange tidligere vindere har oplevet øget vækst, udvidelse til nye markeder og styrket brandværdi som følge af prisen.

## Vindere af E-handelsprisen

### Vindere 2025[4]
| Kategori                                             | Vinder                        |
| ---------------------------------------------------- | ----------------------------- |
| Guldprisen                                           | DILLING                       |
| Bedste e-handelscase (leverandør og kunde)           | Skagen Clothing & Returnflows |
| Bedste omnichannel-virksomhed                        | Ahlsell                       |
| Bedste B2B-virksomhed (omsætning over 200 mio. kr.)  | Hørkram                       |
| Bedste B2B-virksomhed (omsætning under 200 mio. kr.) | BJ-Gear A/S                   |
| Bedste B2C-virksomhed (omsætning over 100 mio. kr.)  | Matas                         |
| Bedste B2C-virksomhed (omsætning under 100 mio. kr.) | Landfolk                      |
| Bedste eksport-e-handelsvirksomhed                   | DILLING                       |
| Bedste nye e-handelsvirksomhed                       | Memmora                       |
| Bedste e-handelsværktøj                              | ProfitMetrics                 |
| Specialpris: Bedste rene e-handelsvirksomhed         | DILLING                       |

### Vindere 2024[5]
| Kategori                                             | Vinder                              |
| ---------------------------------------------------- | ----------------------------------- |
| Guldprisen                                           | Hørkram                             |
| Bedste nye e-handelsvirksomhed                       | Landfolk                            |
| Bedste B2C-virksomhed (omsætning under 100 mio. kr.) | Neglefeber                          |
| Bedste B2C-virksomhed (omsætning over 100 mio. kr.)  | Matas                               |
| Bedste B2B-virksomhed (omsætning over 200 mio. kr.)  | Hørkram                             |
| Bedste B2B-virksomhed (omsætning under 200 mio. kr.) | Kjær & Sommerfeldt                  |
| Bedste abonnementsløsning                            | Memmora                             |
| Bedste e-handelscase                                 | Søstrene Grene / Relewise & Vertica |
| Bedste omnichannel-løsning                           | Matas                               |
| Bedste eksport-case                                  | Rains                               |
| Specialpris: Bedste anvendelse af AI                 | Molslinjen                          |

### Vindere 2023[6]
- Guldprisen 2023: Damstahl

Vindere af årets underkategorier
- Bedste B2C-virksomhed med online omsætning under 100 mio. kr.: Royal Copenhagen
- Bedste B2B-virksomhed med online omsætning under 200 mio. kr.: Visma Dinero
- Bedste abonnementsløsning: GoLearn
- Bedste e-handelsværktøj: ELISA
- Bedste e-handels App: Matas
- Bedste eksport-case: Damstahl
- Bedste nye e-handelsvirksomhed: Neglefeber
- Bedste B2C-virksomed med online omsætning over 100 mio. kr.: Matas
- Bedste B2B-virksomhed med online omsætning over 200 mio. kr.: Damstahl
- Bedste omnichannel virksomhed: Imerco
- Bedste e-handelscase - e-handelsleverandør og kunde/case: ELISA og Pluspigen
- Årets specialpris: Bedste Grønne Tiltag: Kvadrat

### Vindere 2022[7]
- Guldprisen 2022: Brødrene A. & O. Johansen

Vindere i årets underkategorier:
- Bedste B2C med omsætning under 100 millioner kr.: Freetrailer
- Bedste B2C med omsætning over 100 millioner kr.: nemlig.com
- Bedste B2B-virksomhed med online-omsætning under 200 mio. kr.: Visma Dinero
- Bedste B2B-virksomhed med online-omsætning over 200 mio. kr.: Brødrene A. & O. Johansen
- Bedste e-handels App: Lunar
- Bedste omnichannel virksomhed: Brødrene A. & O. Johansen
- Bedste eksport-case: Miinto
- Bedste nye e-handelsvirksomhed: Oscar Biludlejning
- Bedste abonnementsløsning: UNLIMITED HOCKEY
- Bedste e-handelscase - webbureau og andre leverandører: Hesehus og Dinex
- Bedste e-handelsværktøj: Qarma

### Vindere2021[8]
- Guldprisen 2021: SkatePro 

Vindere i årets underkategorier:
- Bedste B2C med omsætning under 100 millioner kr.: Roccamore
- Bedste B2C med omsætning over 100 millioner kr.: SkatePro
- Bedste B2B-virksomhed med online-omsætning under 200 mio. kr.: Westpack
- Bedste B2B-virksomhed med online-omsætning over 200 mio. kr.: Brødrene A. & O. Johansen
- Bedste e-handels App: MobilePay
- Bedste omnichannel virksomhed: Matas
- Bedste eksport-case: SkatePro
- Bedste nye e-handelsvirksomhed: Oscar Biludlejning
- Bedste abonnementsløsning: Goodiebox
- Bedste e-handelscase - webbureau og andre leverandører: Vertica for Søstrene Grene
- Bedste e-handelsværktøj: Shipmondo

### Vindere2020[10]
- Guldprisen 2020: Matas 

Vindere i årets underkategorier:
- Bedste B2C med omsætning under 100 millioner kr.: Shaping New Tomorrow
- Bedste B2C med omsætning over 100 millioner kr.: Goodiebox
- Bedste B2B-virksomhed med online omsætning under 200 mio. kr.: Shipmondo
- Bedste B2B-virksomhed med online omsætning over 200 mio. kr.: Hørkram
- Bedste e-handels App: Fitness World
- Bedste omnichannel virksomhed: Matas
- Bedste eksport-case: TrendHim
- Bedste nye e-handelsvirksomhed: Camille Brinch Jewellery
- Bedste abonnementsløsning: Dinero
- Bedste e-handelscase - webbureau og andre leverandører: Hesehus A/S for Matas
- Bedste e-handelsværktøj: Clerk.io

### Vindere2019[12]
- Guldprisen 2019: Rito.dk

Vindere i årets underkategorier:
- Årets E-ner: Burd Delivery
- Brugernes Favorit: Nicehair
- Bedste B2C-virksomhed med online omsætning under 50 mio. kr.: Rito
- Bedste B2C-virksomhed med online omsætning over 50 mio. kr.: nemlig.com
- Bedste B2B-virksomhed: DLG
- Bedste App: Coop
- Bedste omni-channel-virksomhed: Brødrene A&O Johansen A/S
- Bedste eksport case: Proshop
- Bedste e-handelscase - webbureau og andre leverandører: Compent for Shamballa Jewels Global Sales Platform
- Bedste nye e-handelsvirksomhed: Apopro
- Bedste e-handelsværktøj: Raptor

### Vindere2018[13]
- Guldprisen 2018: nemlig.com

Vindere i årets underkategorier:
- Bedste App: Easypark
- Bedste nye e-handelsvirksomhed: Too Good To Go
- Bedste Omni-channel e-handelsirksomhed: Brødrene Dahl
- Bedste e-handelsværktøj: Agillic
- Bedste B2C e-handelsvirksomhed over 50 millioner kr.: nemlig.com
- Bedste E-handelscase: Venue Manager & shop.agf.dk
- Bedste Eksportcase: Sinful
- Bedste B2B E-handelsvirksomhed: Danfoss
- Bedste B2C med omsætningen under 50 millioner kr.: Goodiebox
- Bedste abonnementsløsning: Barberklingen
- Årets E-ner: Watery
- Brugernes Favorit: Kids-world

### Vindere2017[14]
- Guldprisen 2017: Winefamly

Vindere i årets underkategorier:
- Årets E-ner: Sinful
- Bedste B2C-virksomhed med onlineomsætning op til 30 mio.: Winefamly
- Bedste B2C e-handelsvirksomhed med omsætning over 30 mio.: SkatePro
- Bedste B2B e-handelsvirksomhed med omsætning op til 100 mio.: Ageras
- Bedste B2B e-handelsvirksomhed med omsætning over 100 mio.: Brødrene Dahl
- Bedste nye e-handelsvirksomhed: Barberklingen
- Brancheprisen: Fashion: Rezet Store
- Bedste eksportcase: Airtame
- Bedste e-handelscase – webbureau og andre leverandører: Vertica og Magnetix for Brødrene Dahl
- Bedste omnichannel-virksomhed: Bolia.com
- Bedste digitale kampagne: Inspiration
- Brugernes favorit: Unisport

### Vindere2016[16]
- Guldprisen 2016: Aarstiderne

Vindere i årets underkategorier:
- Bedste B2C virksomhed med online-omsætning mellem 3-25 mio.: Halifax
- Bedste B2C virksomhed med online-omsætning mellem 25-75 mio.: Next Forsikring
- Bedste B2Cvirksomhed med online-omsætning over 75 mio.: Bolia.com
- Bedste B2B virksomhed: A&O Johansen
- Bedste nye e-handelsvirksomhed: Power
- Bedste omnichannel-virksomhed: A&O Johansen
- Bedste Cross Border-virksomhed: Unisport
- Årets bedste optimeringsdetalje: Løbeshop.dk
- Bedste e-handelscase - webbureau og andre leverandører: Vertica med casen Bolia.com
- Brancheprisen 2016: Fødevarer til døren: Aarstiderne
- Brugernes Favorit: Cykelpartner

### Vindere2015[18]
- Guldprisen 2015: SkatePro

Vindere i årets underkategorier:
- Bedste B2C-virksomhed over 30 mio.: Coop.dk
- Bedste B2C-virksomhed under 30 mio.: GrowingFeet
- Bedste B2B-virksomhed: Lasertryk.dk
- Bedste nye e-handelsvirksomhed: Odendo (tidl. TeamAuction)
- Bedste omni-channel-virksomhed: Sportsmaster
- Bedste mobile e-handelsløsning: EasyPark
- Bedste cross border-virksomhed: SkatePro
- Bedste re-design af webshop: Inspiration
- Bedste e-handelscase - webbureau og andre leverendører: Stibo systems for IC Group
- Brancheprisen 2015, Oplevelsesøkonomien: Smukfest
- Brugernes Favorit: Cykelpartner.dk

### Vindere2014[20]
- Guldprisen 2014: Brødrene Dahl

Vindere i årets underkategorier:
- Bedste omni channel-virksomhed: Brødrene Dahl
- Bedste mobile løsning: MobilePay
- Bedste B2B-virksomhed: Autobutler
- Bedste nye e-handelsvirksomhed: AllUnite
- Bedste B2C-virksomhed under 30 mio.: Junkbusters
- Bedste re-design: DRIVR
- Brancheprisen Livsstil: Normann Copenhagen
- Bedste e-handelscase: In2Media og Trifork
- Cross-border: Unisport
- Bedste B2C-virksomhed over 30 mio.: SAXO.com
- Brugernes Favorit: BON'A PARTE

### Vindere2013[22]
- Guldprisen 2013: Unisport

Vindere i årets underkategorier:
- Bedste nye e-handelsvirksomhed: Autouncle
- Bedste værktøj til e-handel: Miinto
- Mobil e-handel og services: Danske Bank
- B2B: Brødrene Dahl
- Cross-border: Smartguy
- Vækstprisen: SkatePro
- Årets detalje – bedste design: Flügger
- Omni-channel: Matas
- B2C: Unisport
- Bedste marketingkampagne: Miinto
- Brugernes favorit: Nicehair.dk

### Vindere2012[24]
- Årets E-handelspris 2012: Smartguy

Vindere i årets underkategorier:
- Social Commerce Prisen: Unisport
- B2C Prisen, mindre virksomheder: Autobutler
- Cross Channel Integration-prisen: Danske Bank
- B2C Prisen: Smartguy.dk
- Mobil e-handel og services: AO Johansen
- Cross Border Prisen: Novasol
- B2B Prisen: Lemvigh-Müller
- Start-up Prisen: Autobutler
- Online kundeservice: Nykredit
- Juryens specialpris 2012: SAXO.com
- Brugerprisen: Unisport

### Vindere2011[24]
- Årets E-handelspris 2011: nemlig.com

Vindere i årets underkategorier:
- Cross Channel Integration: Flügger
- B2C mindre virksomheder: miinto.dk
- Cross Border: Just-Eat
- Mobil e-handel: eTilbudsavis
- B2C: Billetlugen
- Online kundeservice: Flügger
- B2B: e-conomic
- Start-up: nemlig.com
- Brugerprisen: Unisport
- Nykredits Digitale TænkNyt pris: Christian Lanng (Tradeshift)
- Juryens specialpris: Danske Bank
- Æresprisen: Claus Hjorting

### Vindere2010[24]
- Årets E-handelspris 2010:coolshop

Vindere i årets underkategorier:
- Cross Channel Integration: HTH
- Forbrugerelektronik: coolshop
- B2B: Vilofarm
- B2B – mindre virksomheder: Magnet
- Cross Border: Saxo Bank
- B2C: coolshop
- B2C – mindre virksomheder: LirumLarumLeg
- Rejse & Turisme: Momondo
- Online Services: MADLog
- Sociale Medier: Normann Copenhagen
- Start-up: Magnet
- Brugerprisen: DTF travel
- Æresprisen: Preben Mejer
- Juryens specialpris: Brøndby IF

### Vindere2009[24]
- Årets E-handelspris 2009:e-Boks

Vindere i årets underkategorier:
- Bedste udenlandske e-handelsvirksomhed: Pricerunner
- Bedste e-handelsvirksomhed B2C (små virksomheder): Din-form
- Bedste e-handelsvirksomhed B2C: Just-Eat
- Bedste e-handelsvirksomhed B2B (små virksomheder): Nordic Agro
- Bedste e-handelsvirksomhed B2B: Brødrene Dahl
- Search prisen (små virksomheder):SkatePro
- Search prisen: Wupti
- Bedste finansielle e-handelsvirksomhed: MyC4
- Fra offline til online prisen: e-conomic
- Markedsprisen (små virksomheder): Bornholmermarked
- Markedsprisen: Bilbasen
- Føde- og dagligvarevareprisen (små virksomheder): Yellowman
- Føde- og dagligvarevareprisen: Aarstiderne
- Juryens specialpris: Boliga
- Æresprisen: Harddisken på P1
- Brugerprisen: DTF travel

### Vindere2008[24]
Vindere i årets underkategorier:
- Nystarterprisen: Addealing
- Brancheprisen: Smartguy
- Innovationsprisen: Saxo Bank
- Købmandsprisen: Just-Eat
- Internationaliseringsprisen: LEGO
- Juryens Specialpris: Slankedoktor
- Æresprisen: Søren Ejlersen, medstifter af Aarstiderne
- Brugerprisen: DTF travel

### Vindere2007[24]
Vindere i årets underkategorier:
- Købmandsprisen: Den Blå Avis
- Nystarterprisen: Zyb.com
- Internationaliseringsprisen: Spamfighter
- Innovationsprisen: Trendsales

### Vindere2006[24]
Vindere i årets underkategorier:
- Bedste e-handels til virksomheder: Unwire
- Bedste e-handel til forbrugere: TDC
- Bedste e-service: Landmandsportalen
- Bedste nystarter: Byggestart
- Specialprisen: Engodsag.dk

### Vindere2005[24]
Vindere i årets underkategorier:
- Bedste salg på Internet
  1. Coop Norden Danmark
  2. Sanistål
  3. DTF Travel
- Forbrugernes e-pris
  1. Just-Eat
  2. Dansk Tipstjeneste
  3. RobinHus
- Bedste e-service
  1. Telmore
  2. Just-Eat
  3. IBM Food & Agro
- Bedste løsning for fritids- og forenings-Danmark
  1. KFUM Spejderne i Danmark
  2. Dansk Firmaidrætsforbund
  3. SISU Basketball-klub
- Dommernes Darling
  1. RobinHus

### Vindere 2004[24][29][30]
Vindere i årets underkategorier:
- E-handel til virksomheder: Louis Poulsen
- E-handel til forbrugere: Telmore
- Bedste offentlige indkøbere: DR
- Bedste e-service: Stocknet
- Specialpriser (4 stk):
  - Foss Electric
  - Architrade (DIBS)
  - ToldSkat
  - Heste-Nettet

### Vindere 2003[24]
Vindere i årets underkategorier:
- E-handel til virksomheder: Novozymes
- E-handel til forbrugere: Aarstiderne
- E-handel til offentlig sektor - bedste leverandør: Corporate Express for Totalokonomi
- E-handel til offentlig sektor - bedste indkøber: Svendborg Kommune
- Bedste e-service: Intern1
- Specialprisen: Groupcare

### Vindere 2002[24]
Vindere i årets underkategorier:
- E-handel til virksomheder

1. Maersk Sealand
2. Hydro Texaco
3. Danisco

- E-handel til forbrugere

1. E-billet
2. LEGO
3. Interflora

- E-handel innovator

1. Skagenfood
2. Telmore
3. Fysio 2

- Specialprisen 1: E-Boks
- Specialprisen 2: LanguageWire

### Vindere 2001[24]
Vindere af årets underkategorier:
- Ren e-handel

1. Haburi
2. ETrade Danmark

- B2B

1. Novozymes
2. NEM Computer

- B2C

1. Netvokat.dk
2. ISO (supermarkedskæde)

- Specialprisen 1: NordSign
- Specialprisen 2: 10socks.com

### Vinder 2000[24]
- Virksomheder, der udelukkende er baseret på e-handel: ToyCity
- Specialprisen: Guleroden.dk
- Virksomheder, der anvender e-handelsløsninger B2B: NEM Computer
- Specialpris overrakt til: A. Østergaard
- Virksomheder, der anvender e-handelsløsninger business to consumer: Rejsefeber
- Specialprisen: Aarstiderne